# Theodor Haumann
Theodor Haumann (Gand, 3 luglio 1808 – Bruxelles, 21 agosto 1878) è stato un violinista e insegnante belga.

## Biografia
Theodor Haumann fu un violinista belga di spicco che si è dedicato marginalmente anche alla composizione. Studiò violino con Joseph François Snel, spalla del Grand théâtre di Bruxelles. Nel corso della sua formazione, alternò per diversi periodi lo studio del violino, con quelli universitari.
Su volere dei genitori studiò all'Università di Leuven  ma l’abbandonò dopo due anni per dedicarsi al violino. Si recò a Parigi nel 1827 e si esibì con successo per diverso tempo. Tuttavia la mancanza di una solida formazione musicale e strumentale, fece sì che Haumann decise di tornare agli studi universitari a Bruxelles dove si laureò in Giurisprudenza nel 1830 (nello stesso anno ottenne un dottorato di ricerca). Dato che l’interesse per la musica fu più forte, abbandonò la carriera di avvocato per dedicarsi interamente alla musica, praticando lo studio del violino fino a dieci ore al giorno. Fece una nuova apparizione a Parigi nel 1832 con grande successo. L’anno successivo Haumann incontrò Niccolò Paganini che si interessò amichevolmente a lui tanto che divenne un suo protégé. Haumann prese parte al memorabile concerto tenuto da Berlioz il 22 dicembre 1833. Fu in quell'occasione che Paganini, che era venuto principalmente per incoraggiare il suo “protetto”, ha sentito la Symphonie fantastique op. 14 diretta da Narcisse Girard e a fine concerto si inginocchiò di fronte a Berlioz in segno di ammirazione. 
Haumann dopo i successi di Parigi si esibì come violinista in numerosi concerti in Francia e condusse numerosi tour in Europa negli anni successivi. 
Le testimonianze dei contemporanei sul modo di suonare di Haumann non sembrano essere stati sempre favorevoli. Nonostante una tecnica eccellente, sembra che avesse una forte inclinazione al manierismo.
Il poeta tedesco Heinrich Heine fu particolarmente sferzante nella sua critica ad Haumann, classificandolo come il prototipo del “virtuoso del vuoto”, una semplice caricatura di violinisti come Paganini o Ernst. L'impressione di Heine era che nel suo ruolo di interprete, Haumann tendeva ad allontanarsi dal linguaggio del compositore con l'aggiunta di “abbellimenti” e altre brillanti fioriture che erano irrilevanti per il testo originale.   
Haumann fu eletto nel 1842 come membro della Accademia Reale di Musica di Stoccolma. Haumann è più volte citato nei diari di Robert Schumann e Clara Wieck. 
A Parigi tra il gennaio e il febbraio 1843, Camillo Sivori, il celebre allievo di Paganini, e Haumann si sfidarono in una pubblica esecuzione, una sorta di ‘gara di bravura’, del Carnevale di Venezia di Paganini.   
Come ci informa Berlioz, nel 1844 Haumann dopo una trionfale tournée in Russia decise di aprire una scuola di musica a Parigi per dedicarsi all’insegnamento. 

## Composizioni
In collaborazione 
- Albert Sowinski-Theodore Haumann, Duo brillant sur la prière d'Otello, per violino e pianoforte op. 13, Paris, Launer, s.a. [1829ca]; dedicato a Madame Malibran